# دانیله سرزی پوتینی
دانیله سرزی پوتینی (انگلیسی: Daniele Sarzi Puttini؛ زادهٔ ۸ ژوئن ۱۹۹۶) بازیکن فوتبال اهل ایتالیا است.
از باشگاه‌هایی که در آن بازی کرده‌است می‌توان به باشگاه فوتبال پیاچنزا اشاره کرد.